# Yahoo!
Yahoo! (NASDAQ: YHOO

) er en søgemaskine og samtidig også et Linkkatalog. Ifølge Alexa er Yahoo.com den fjerde mest besøgte side på internettet (17. februar 2011). Heraf har Yahoo's e-mailservice (mail.yahoo.com) 51% af trafikken.
Yahoo! blev lanceret i januar 1994 på Stanford University (som også er stedet hvor Google har sin oprindelse) af studenterne Jerry Yang og David Filo. 2. marts 1995 blev firmaet Yahoo! Inc. oprettet og har den dag i dag adresse i Sunnyvale, Californien.
Den danske hjemmeside blev lukket ned 31. december 2013 grundet dårligt annoncesalg. Fremover bliver de danske brugere videresendt til den internationale side.

## Reference
1. ↑  Yahoo lukker i Danmark Arkiveret 10. marts 2014 hos  Wayback Machine hentet 2014-03-10